# Doug Aldrich

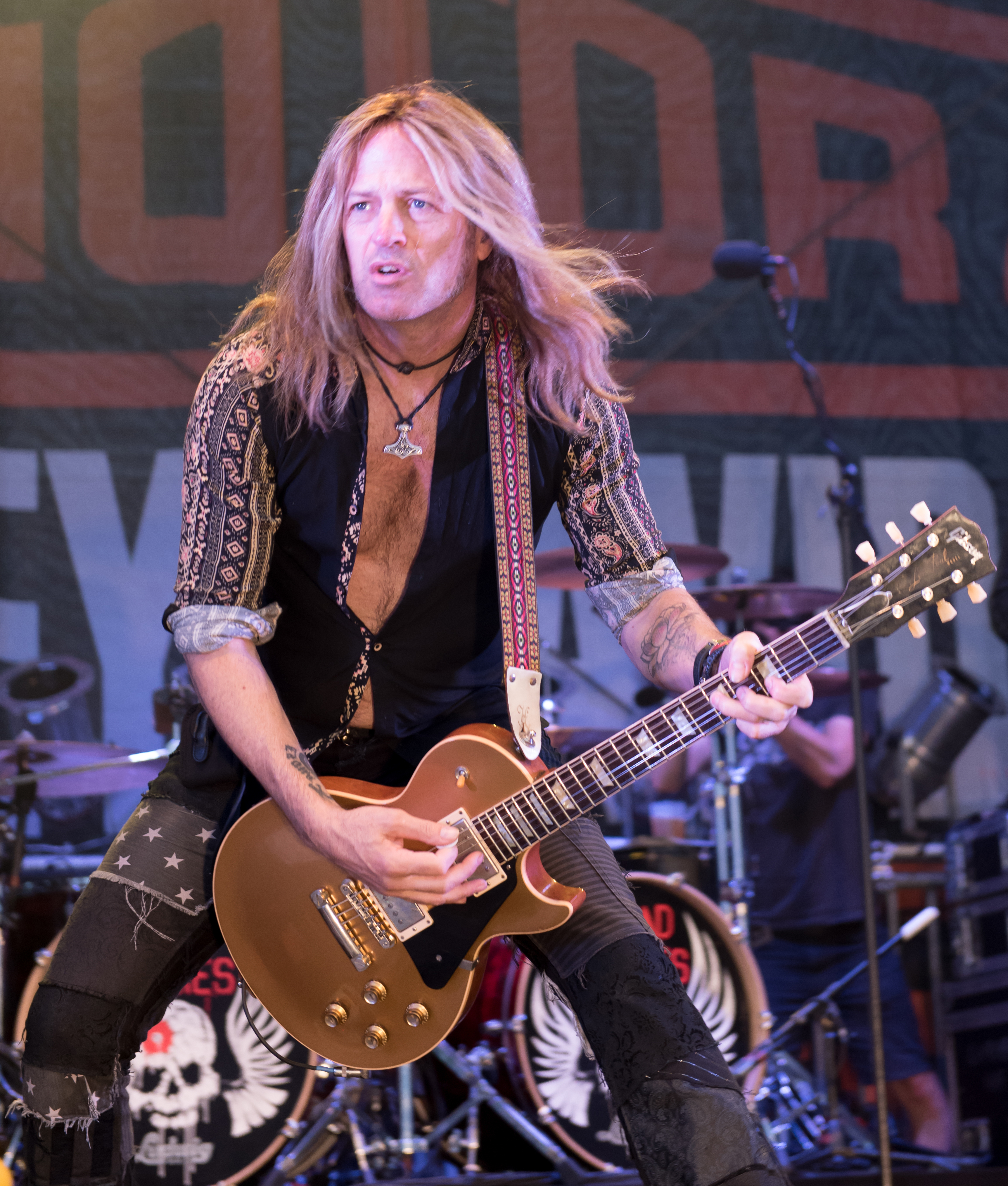
Doug Aldrich (2017)

Doug Aldrich (* 19. Februar 1964 in Raleigh, North Carolina) ist ein US-amerikanischer Hard-Rock- und Heavy-Metal-Gitarrist.

## Werdegang
Aldrich ist in Los Angeles beheimatet und spielte von 2003 bis 2014 neben Reb Beach Gitarre in der britischen Hardrock-Band Whitesnake, wo er 2014 durch den Gitarristen Joel Hoekstra ersetzt wurde. Zusammen mit Jack Blades (Night Ranger) und Deen Castronovo (Journey) bildet er seit 2014 die Supergroup „Revolution Saints“, die von Serafino Perugino (Frontiers Records) zusammengestellt wurde. Seit April 2016 ist er Lead-Gitarrist der Band Dead Daisies, wo er den zur Reunion der Guns N’ Roses abgewanderten Richard Fortus beerbte. Er gründete 1998 die Band Burning Rain mit Keith St. John und spielte zuvor bei den Bands Dio, Lion, Hurricane und Bad Moon Rising.

## Privates
Im September 2024 wurde ein behandelbarer Kehlkopfkrebs bei Aldrich bekannt und er musste sich einer Operation unterziehen.

## Diskografie

### Doug Aldrich
- 1994: Highcentered
- 1997: Electrovision
- 2001: Alter Ego

### Lion
- 1986: Power Love
- 1987: Dangerous Attraction
- 1989: Trouble in Angel City

### Hurricane
- 1990: Slave to the Thrill

### Bad Moon Rising
- 1991: Full Moon Fever (Mini-Album)
- 1991: Bad Moon Rising
- 1993: Blood
- 1993: Blood on the Streets (Mini-Album)
- 1995: Opium for the Masses
- 1995: Moonchild (Single)
- 1995: Junkyard Haze (EP)
- 1999: Flames on the Moon
- 2005: Full Moon Collection

### Burning Rain
- 1999: Burning Rain
- 2000: Pleasure to Burn
- 2013: Epic Obsession
- 2019: Face the Music

### Dio
- 2002: Killing the Dragon
- 2005: Evil or Divine: Live in New York City
- 2006: Holy Diver Live

### Whitesnake
- 2006: Gold
- 2006: In the Still of the Night Live
- 2006: Live: In the Shadow of the Blues
- 2007: 1987: 20th Anniversary Collectors Edition
- 2008: Good to Be Bad
- 2011: Forevermore

### Revolution Saints
- 2015: Revolution Saints
- 2017: Light in the Dark
- 2020: Rise

### The Dead Daisies
- 2016: Make Some Noise
- 2018: Burn It Down
- 2021: Holy Ground
- 2022: Radiance